# Magomed Schaburow
Magomed Schaburow (* 10. August 1970 in Duschanbe, Tadschikische SSR, Sowjetunion) ist ein deutscher Boxtrainer und ehemaliger Amateurboxer.

## Amateurkarriere
Als Amateurboxer wurde Schaburow 1988 für die Sowjetunion startend in Gdańsk Junioreneuropameister im Leichtgewicht. Dabei besiegte er im Finale den Italiener Michele Piccirillo. Er war zudem 4-Facher Sowjetischer Meister im Juniorenbereich, seinen ersten Titel holte er sich im Jahr 1986. Ebenfalls startete er für die Sowjetische Nationalmannschaft im Erwachsenenbereich. Er wurde beim Länderkampf gegen die USA in Atlantic City eingesetzt, sowie beim International stark besetzten Giraldo-Cordova-Cardin Turnier in Pinar del Rio, Kuba. Auf Kuba verlor er gegen den Kubaner Juan Pablo Cano. Schaburow war zu dieser Zeit in seiner Gewichtsklassen Konkurrent von den späteren Profi-Weltmeistern Kostya Tszyu und Artur Grigorjan.
1994 kam er mit seiner deutschstämmigen Ehefrau nach Deutschland und schloss sich dem 1.FC Kaiserslautern an. Da er schon direkt seit seiner Ankunft in Deutschland Kämpfe gewann, wurde er von den Trainern Helmut Ranze und Valentin Silgaghi am Leistungszentrum in Heidelberg bemerkt. Er wurde daraufhin für ein Länderkampf in Bayreuth gegen die USA nominiert. Schaburow gewann diesen 11:9 gegen Jesse Briseno. Bevor diesem Ergebnis fing er an unter Silgahi in Heidelberg zu trainieren und boxte für den KSV Schriesheim. 1994 und 1995 holte er bei den Deutschen Meisterschaften die Bronzemedaille im Weltergewicht (-67 kg). Er verlor dort zwei Mal gegen den Schweriner Enrico Thormann. Im Jahr 1996 wurde er für den erweiterten Olympiakader nominiert. Doch konnte sich nicht gegen die Konkurrenz im Welter- bzw. Halbmittelgewicht (-71 kg) durchsetzen. Dort wurden der zweifache Vize-Weltmeister Andreas Otto und der Vize-Europameister und späterer Profiweltmeister Markus Beyer nominiert.
1997 nahm Schaburow wieder an den deutschen Meisterschaften teil und errang erneut die Bronzemedaille im Weltergewicht (-67 kg). Er verlor gegen Oliver Jentsch (SC Cottbus). Infolgedessen wurde er für zwei Länderkämpfe für die deutsche Boxauswahl nominiert. Schaburow boxte auch in der renommierten Bundesliga für die Clubs SV Halle, BC Sparta Flensburg (zusammen mit Wladimir Klitschko in einer Mannschaft), BC Esslingen und CSC Frankfurt/Main. Dort boxte er mit spitzen Athleten wie Jürgen Brähmer (Schweriner SC), Nurhan Suleymanoglu (SV Halle), Oktay Urkal (BR Berlin), Andreas Otto (BR Brandenburg) und Arthur Abraham (BC Eichstätt). Nach der Saison 1998 wurde er beim Deutschen Boxsport-Verband als Bundeshonorar-Trainer für die Junioren am Olympiastützpunkt Rhein Neckar eingestellt.
Schaburow hat einen jüngeren Bruder, namens Timur. Timur boxte für die Tadschikische Nationalmannschaft und ebenfalls in der Bundesliga für den BC Esslingen. Magomed half Timur und dessen Mannschaftskollegen Rustam Rachimov beim Absetzen von der Nationalmannschaft bei der Weltmeisterschaft 1995 in Berlin.

## Trainerkarriere
Schaburow war Trainer der Deutschen Junioren-Nationalmannschaft für die Weltmeisterschaften 1998 und 2000. 1998 wurde einer seiner Schützlinge Vize-Weltmeister (D.Sartison), ein Zweiter (Alexander Haan) gewann Bronze. Im Jahr 2000 gewann einer seiner Schützlinge Gold(V.Tajbert), ein zweiter Silber (E.Gutknecht)
Von 2002 bis März 2011 war Magomed Schaburow als Trainer bei Universum Box-Promotion angestellt. Zu den von ihm betreuten Boxern gehörten:
- Ruslan Chagayev seit September 2009
- Susianna Kentikian
- Denis Inkin
- Gennadi Golowkin
- Vitali Tajbert
- Dimitri Sartison
- Eduard Gutknecht

Früher waren das auch:
- Pavel Melkomian
- Taras Bidenko

Zu seinen bekanntesten aktuellen Boxern gehören Susianna Kentikian und Dimitri Sartison. Außerdem betreut er seit November 2011 Patrick Dobroschi und Maurice Weber aus dem Boxstall von WBA-Superchamp Felix Sturm.
Seit Mai 2016 ist Schaburow Trainer beim Champions Sporting Club Frankfurt (CSC Frankfurt). Dort hat er unter anderem Robin Krasniqi auf dessen Kampf am 22. April 2017 gegen Arthur Abraham vorbereitet.

## Sonstiges
Magomed Schaburow ist verheiratet, hat drei Kinder und lebt in Augsburg.